# Кувио
Кувио (итал. Cuvio) је насеље у Италији у округу Варезе, региону Ломбардија.
Према процени из 2011. у насељу је живело 1470 становника. Насеље се налази на надморској висини од 304 м.

## Становништво
| 1936. | 1951. | 1961. | 1971. | 1981. | 1991. | 2001. | 2011. |
| ----- | ----- | ----- | ----- | ----- | ----- | ----- | ----- |
| 933   | 929   | 925   | 989   | 1.236 | 1.367 | 1.515 | 1.698 |